# Potalieae
Potalieae, biljni tribus, dio porodice sirištarki. Sastoji se od tri podtribusa  čiji je tipični rod (Potalia) sa devet vrsta drveća i grmova iy tropske Amerike.

## Podtribusi i rodovi:
Tribus Potalieae
1. Subtribus Lisianthiinae G. Don
  1. Lisianthus P. Browne (32 spp.)
  2. Bisgoeppertia Kuntze (3 spp.)
2. Subtribus Potaliinae (Mart.) Progel
  1. Anthocleista Afzel. ex R. Br. (16 spp.)
  2. Potalia Aubl. (9 spp.)
  3. Fagraea Thunb. (56 spp.)
  4. Picrophloeus Blume (4 spp.)
  5. Limahlania K. M. Wong & Sugumaran (1 sp.)
  6. Cyrtophyllum Reinw. ex Blume (5 spp.)
  7. Utania G. Don (12 spp.)
3. Subtribus Faroinae Struwe & V. A. Albert
  1. Oreonesion A. Raynal (1 sp.)
  2. Urogentias Gilg & Gilg-Ben. (1 sp.)
  3. Enicostema Blume (3 spp.)
  4. Faroa Welw. (19 spp.)
  5. Karina Boutique (1 sp.)
  6. Neurotheca Salisb. ex Benth. & Hook. f. (3 spp.)
  7. Pycnosphaera Gilg (1 sp.)
  8. Congolanthus A. Raynal (1 sp.)
  9. Djaloniella P. Taylor (1 sp.)

## Vanjske poveznice
|  | Zajednički poslužitelj ima još gradiva o temi Potalieae |
|  | Wikivrste imaju podatke o taksonu Potalieae             |